# Gagrella fuscipes
Gagrella fuscipes is een hooiwagen uit de familie Sclerosomatidae.